# Jänissaari (ö i Finland, Södra Savolax, Nyslott, lat 62,34, long 28,74)
Jänissaari är en ö i Finland. Den ligger i sjön Enonvesi och i kommunen Heinävesi i den ekonomiska regionen  Nyslotts ekonomiska region  och landskapet Södra Savolax, i den sydöstra delen av landet, 300 km nordost om huvudstaden Helsingfors. Öns area är 10,7 hektar och dess största längd är 0,6 kilometer i sydöst-nordvästlig riktning.